# میرارکلا
میرارکلا، روستایی است از توابع بخش مرکزی شهرستان سوادکوه شمالی در استان مازندران ایران.

## جمعیت
این روستا در دهستان لفور قرار دارد و براساس سرشماری مرکز آمار ایران در سال ۱۳۸۵، جمعیت آن ۹۲ نفر (۴۰خانوار) بوده‌است.